# Kóre. Ýdro.
Pour les articles homonymes, voir Kore.
Kóre. Ýdro., en grec moderne : Κόρε. Ύδρο., est un groupe grec de pop rock, originaire de l'île de Corfou, actif entre 1993 et 2014.

## Histoire
En février 2006, trois ans après la sortie de leur premier album acclamé par la critique, Kore. Ydro. sort Ftini Pop ya tin Elit (grec moderne : Φτηνή ποπ για την ελίτ) sur un nouveau label (Capitol/EMI). Le titre de l'album fait référence au « nouveau manifeste post-érotique, post-chrétien, post-communiste, post-progressif, post-post-punk » autoproclamé du groupe. L'album a été enregistré avant la signature du contrat avec EMI dans le studio du groupe à Corfou par Dimitriadis, Makris et trois nouveaux membres : le batteur Alexis Apostolidis et les guitaristes Spiros Spirakos et Nickos Varotsis, exemptant Arvanitakis et Amygdalos de leurs obligations musicales et les laissant libres de se concentrer sur les activités d'arts visuels du groupe, qui ont toujours été leur principal sujet de prédilection.
Le disque reçoit des critiques enthousiastes, de la part de la presse musicale grecque et le premier single/vidéo (produit et réalisé par le groupe) Ochi Pia Erotes devient un succès inattendu.
En mars 2006, Kore. Ydro. se produit pour la première fois en concert à Athènes (Gagarin 205), alors que la collaboration du groupe avec le bassiste Panagiotis Diamantis, qui a réalisé la deuxième vidéo de Ftini Pop ya tin Elit, pour la chanson Tora pou den Eho Kanenan (juin 2006), est déjà officialisée. La vidéo de la chanson Oi Erastes tou Tipota, réalisée par le groupe, a suivi en novembre 2006. Le même mois, le magazine musical grec Sonik nomme Ftini Pop ya tin Elit « l'album grec le plus important de la décennie jusqu'à présent ».
Le dernier album du groupe, Aples Askisis Ston Iparksismo, sort en avril 2013 chez Inner Ear. Un an plus tard, en 2014, le groupe se sépare, comme annoncé sur leur site officiel. 

## Discographie
- 2003 :  Αν Όλα Τέλειωναν Εδώ
- 2003 :  Εφτά Μήνες Μετά
- 2006 :  Φτηνή Ποπ για την Ελίτ
- 2009 :  Όλη η Αλήθεια για τα Παιδιά του '78
- 2013 :  Απλές Ασκήσεις στον Υπαρξισμό